# Ipidacrină
Ipidacrina este un medicament care acționează ca inhibitor reversibil al acetilcolinesterazei, fiind utilizat în tratamentul simptomatic al bolii Alzheimer, cât și al altor afecțiuni. Este un analog de tacrină.